# 청주외국인보호소
청주외국인보호소(淸州外國人保護所)는 대한민국 법무부의 소속기관이다. 2004년 5월 24일 발족하였으며, 충청북도 청주시 서원구 청남로1887번길 49에 위치하고 있다. 소장은 서기관으로 보한다.

## 직무
- 외국인의 보호 및 강제퇴거
- 보호외국인에 대한 분류심사 및 조사
- 보호자에 대한 접견 및 입·출소관리
- 보호자의 경비 및 보호
- 보호소내의 위생관리

## 연혁
- 2004년 5월 24일: 법무부 소속으로 청주외국인보호소 설치.[2]

## 조직

### 소장
- 관리과[3]
- 사범과[3]
- 보호과[3]
- 의무과[4]